# Geison

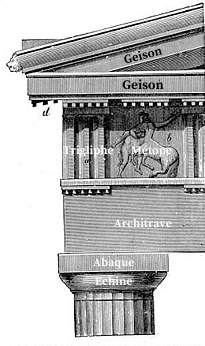
Position des geisa (pluriel de geison) surmontant l'entablement de la façade d'un temple grec.

Dans l'architecture grecque antique, le geison (/ɡɛjsɔn/, du grec γεῖσον, substantif neutre) est la corniche horizontale (geison horizontal) ou rampante (geison rampant) qui constitue le cadre d'un fronton. Le geison horizontal et les deux geisa (/ɡɛjsa/, au pluriel) rampants d'un même fronton ont généralement la même mouluration et une position fortement saillante au-dessus de la frise généralement décorée de sculptures.
Cet élément d'architecture grecque, appelé aussi larmier, protège de l'atteinte directe des intempéries.

## Stylistique
Dans l'ordre dorique, le geison se compose d'un bloc de forme complexe portant au soffite des plaquettes en biseau, les mutules, décorées de trois rangées de gouttes saillantes, censées éviter l'écoulement des eaux de pluie sur la frise. Dans l'ordre ionique, les mutules sont remplacées par des denticules.

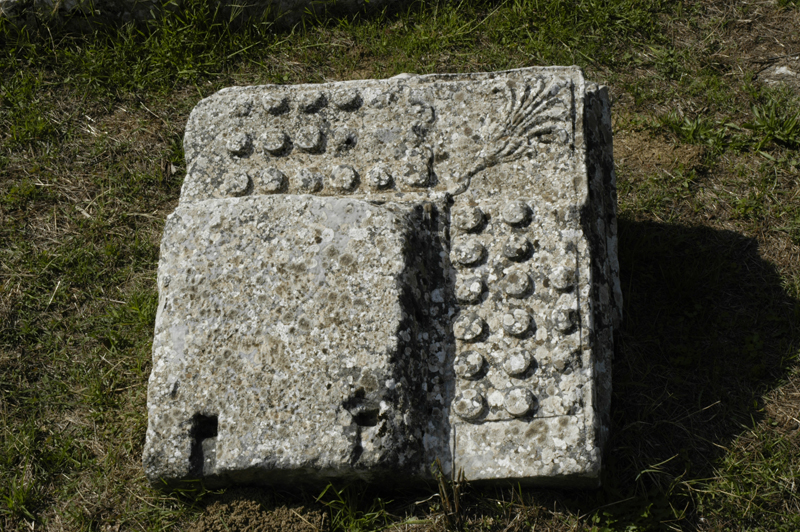
Partie inférieure d'une corniche d'angle, montrant mutules et gouttes, à Lycosura, en Arcadie.
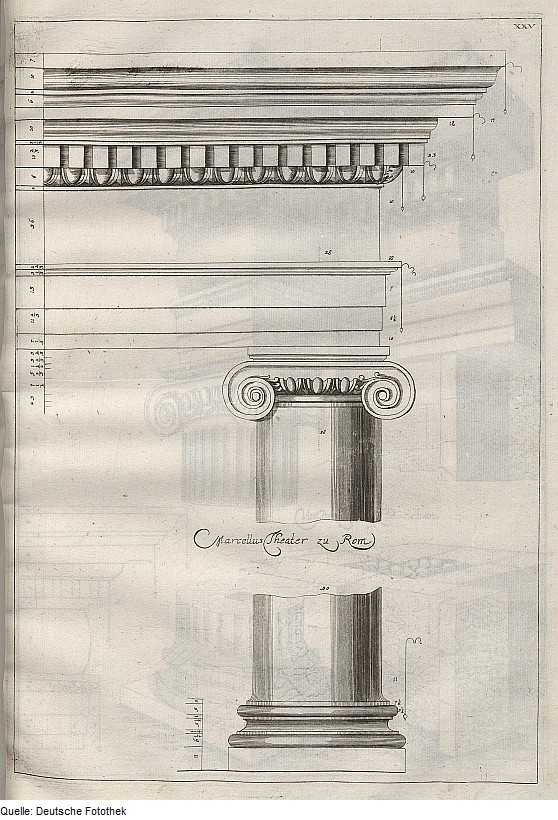
Architrave ionique lisse, surmontée d'une cimaise et d'une frise de denticules.